# Petit-Prince (satelit)
(45) Eugenia I Petit-Prince este satelitul mai mare, exterior, al asteroidului 45 Eugenia. A fost descoperit în 1998 de astronomii de la telescopul Canada-Franța-Hawaii de pe Mauna Kea, Hawaii. Inițial, a primit denumirea provizorie S/1998 (45) 1. Petit-Prince a fost primul satelit al unui asteroid care a fost descoperit cu un telescop de la sol. Anterior, singurul satelit cunoscut al unui asteroid a fost Dactyl, descoperit de sonda spațială Galileo, în jurul lui 243 Ida.

## Caracteristici
Petit-Prince are 13 km în diametru, față de cel de 214 km al lui 45 Eugenia. Are nevoie de cinci zile pentru a finaliza o orbită în jurul Eugeniei.

## Nume
Descoperitorii au ales numele în onoarea fiului împărătesei Eugénie, Prințul Imperial. Totuși, au intenționat și o aluzie la cartea pentru copii Micul Prinț de Antoine de Saint-Exupéry, care este despre un prinț care trăiește pe un asteroid.
În prezentarea numelui către IAU, descoperitorii au justificat dublul sens argumentând pentru asemănări între Prințul Imperial și Micul Prinț:
„Ambii prinți erau tineri și aventuroși și nu se temeau de pericol. Ambii erau de statură destul de mică. Amândoi au părăsit limitele micilor lor lumi confortabile (asteroidul B612 pentru Micul Prinț și Chislehurst pentru Prințul Imperial). Amândoi au întreprins apoi călătorii lungi pentru a ajunge în Africa, după care amândoi întâlnesc morți destul de violente... Și în ambele cazuri au stat singuri câte o noapte după „moarte” și apoi „s-au întors” acasă..." 